# Macaco negre de Gorontalo
El macaco negre de Gorontalo (Macaca nigrescens) és una espècie de primat del gènere dels macacos i la família dels cercopitècids. És un parent proper del macaco negre de Sulawesi i a vegades se'l classifica com a subespècie d'aquest últim.
És endèmic de l'illa indonèsia de Cèlebes (Sulawesi), més concretament de la província nord-oriental de Gorontalo. Té el pelatge de color gris, igual que la cara, que és calba. Té la cua molt curta.